# Sphinctomyrmex stali
Sphinctomyrmex stali é uma espécie de formiga do gênero Sphinctomyrmex.